# Martin Büchel
Martin Büchel (Vaduz, 19 februari 1987) is een Liechtensteins voetballer die uitkomt voor FC Unterföhring. Hij sloot zich in 2012 aan bij de club, uitkomend in de vijfde divisie van het Duits voetbal, en speelde daarvoor voor FC Vaduz.

## Clubcarrière
In juli 2006 debuteerde Büchel in het elftal onder 21 van FC Zürich. In het seizoen 2007/08 zat hij twee keer bij het eerste elftal in de selectie. In de zomer van 2008 slaagde hij erin een sprong te maken naar het eerste elftal. Hij kreeg een contract tot 30 juni 2012; twee seizoenen kwam hij uit voor het tweede elftal van Zürich. Büchel vertrok daarna naar FC Unterföhring, een club die uitkomt in de Bayernliga Süd.

## Interlandcarrière
Büchel was zeventien jaar oud toen hij zijn debuut maakte in Liechtenstein. Zijn debuutwedstrijd op 6 juni 2004 tegen Zwitserland eindigde in een 1–0 nederlaag. Sindsdien kwam hij ruim vijftig maal uit voor zijn land.

## Erelijst
FC Zürich
- Landskampioen

2007, 2009